# 아레미 푸엔테스
아레미 푸엔테스 사발라(스페인어: Aremi Fuentes Zavala, 1993년 5월 23일~)는 멕시코의 역도 선수이다. 2020년 하계 올림픽에서 여자 라이트헤비급 동메달을 획득했다.